# Stara Łomnica

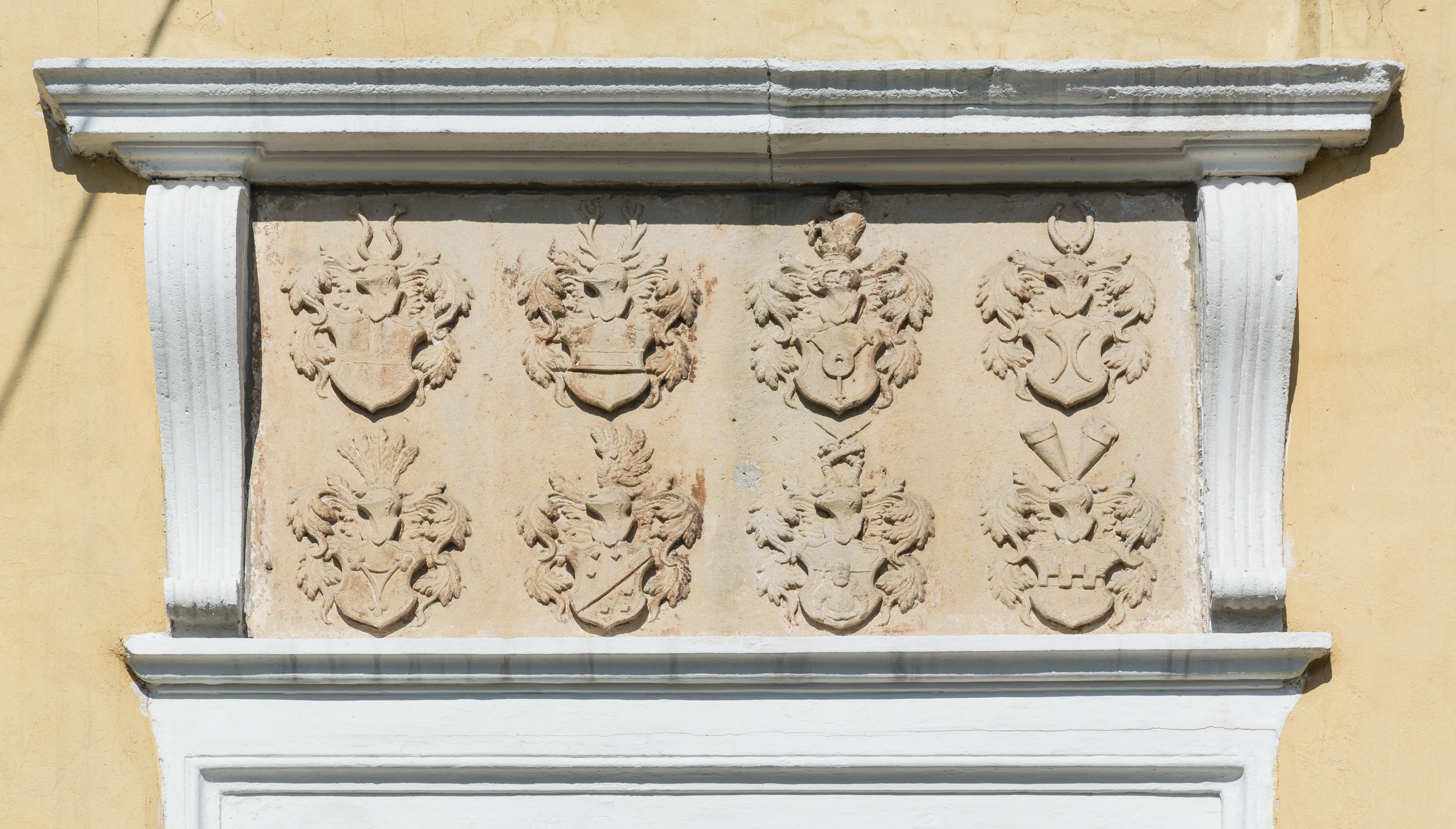
Wappen der Herren von Pannwitz über dem Eingang zum Mittelhof

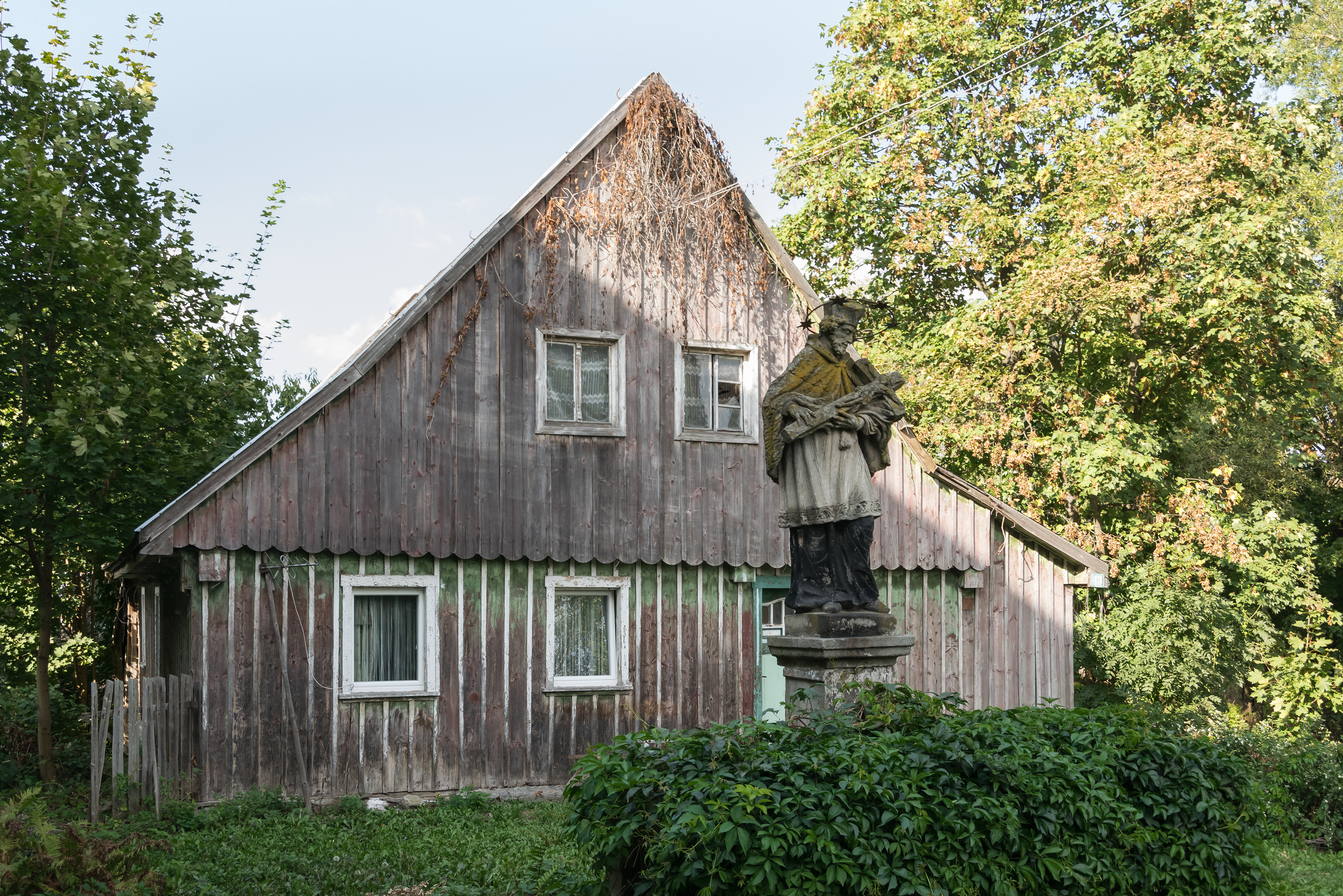
Figur des böhmischen Landesheiligen Johannes Nepomuk

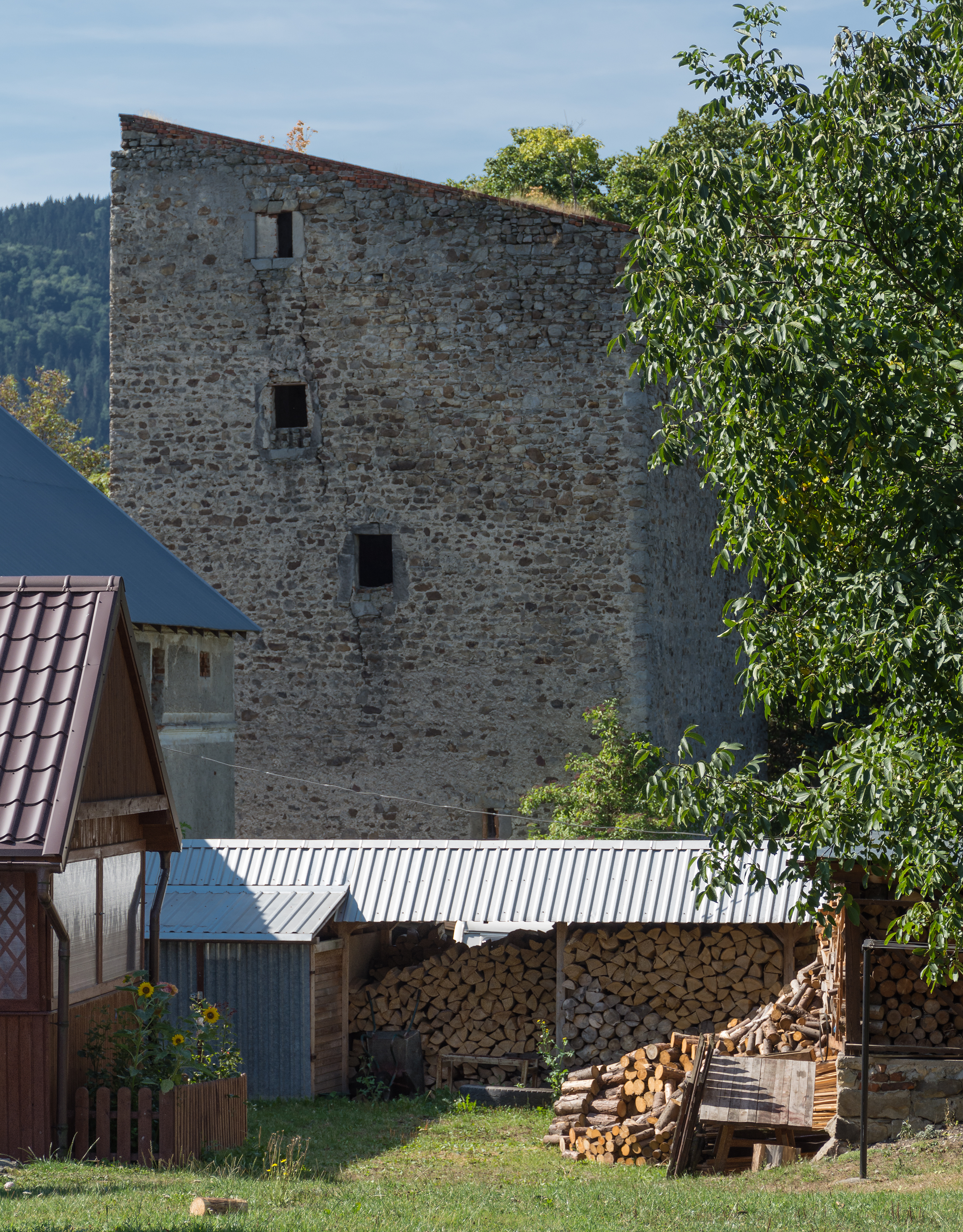
Wohn- und Wehrturm

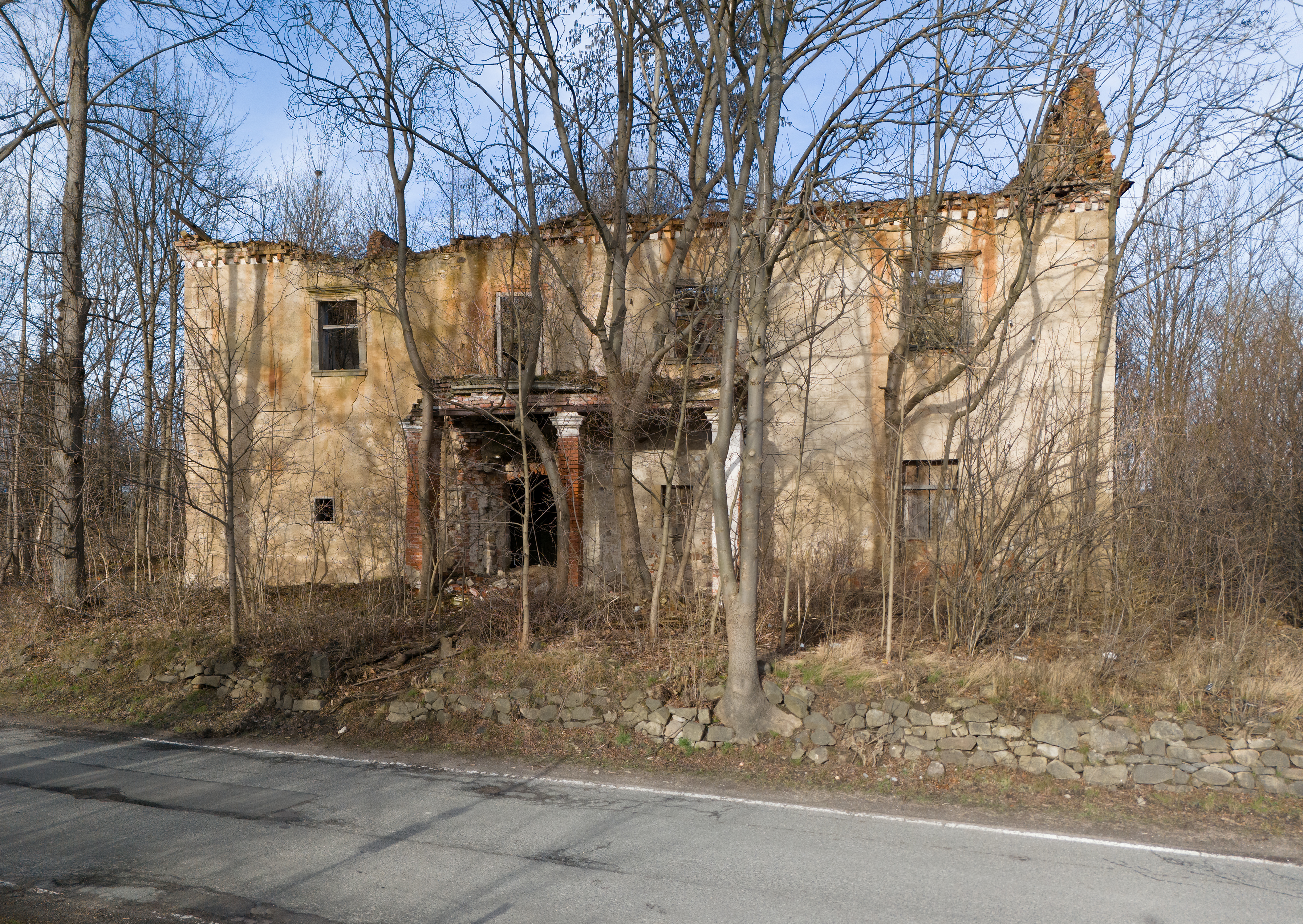
Ruine des Oberhofes

Stara Łomnica (deutsch: Alt Lomnitz, auch Altlomnitz) ist ein Ort in der Stadt- und Landgemeinde Bystrzyca Kłodzka im Powiat Kłodzki der Woiwodschaft Niederschlesien in Polen. Es liegt acht Kilometer nordwestlich von Bystrzyca Kłodzka (Habelschwerdt).

## Geographie
Stara Łomnica liegt zwischen dem Tal der Glatzer Neiße (polnisch Nysa Kłodzka) und dem Habelschwerdter Gebirge. Nachbarorte sind Starków (Alt Batzdorf) im Norden, Topolice (Aspenau) im Nordosten, Gorzanów (Grafenort) im Osten, Szklarka (Glasendorf) und Zalesie (Spätenwalde) im Süden, Huta (Hüttengut) und Szczawina (Neubrunn) im Südwesten sowie Nowa Łomnica (Neu Lomnitz) und Paszków (Pohldorf) im Westen.

## Geschichte
Altlomnitz wurde 1316 erstmals als „Lomnicz“ erwähnt und ist für 1384 als Pfarrort nachgewiesen. Für dieses Jahr ist die St.-Margaretha-Kirche in einem Verzeichnis des Prager Erzbistums enthalten, in dem die damals 39 Pfarrkirchen des Glatzer Dekanats aufgeführt wurden. Es gehörte zum Habelschwerdter Distrikt im Glatzer Land, mit dem es die Geschichte seiner politischen und kirchlichen Zugehörigkeit von Anfang an teilte. Es bestand zunächst aus den Rittersitzen Oberhof und Mittelhof, der das Stammhaus der Glatzer Linie der Herren von Pannwitz gewesen sein soll.
Während der Zeit der Reformation bekannte sich die Bevölkerung ab etwa 1552 zum lutherischen Glauben, und für 1558 ist für Altlomnitz ein evangelischer Prediger nachgewiesen. Nach der Schlacht am Weißen Berg und der Rückeroberung der Grafschaft Glatz 1622 durch die Kaiserlichen wurden die evangelischen Pfarrer vertrieben. Anschließend wurde Altlomnitz aus Mangel an katholischen Priestern zu einer Filialkirche von Arnsdorf (das spätere Grafenort) abgestuft. Dort amtierte ab 1623 Adam Sebastian Weiss, ein Zisterzienser aus dem Kloster Heinrichau. Er legte für Arnsdorf und Altlomnitz die ersten Kirchenbücher an.
Heinrich Wilhelm von Pannwitz (1594–1629) wurde 1625 wegen seiner Beteiligung am Böhmischen Ständeaufstand von 1618 zum Verlust von Hab und Gut verurteilt. Seine Weigerung, zum katholischen Glauben überzutreten, führte nach der Konfiskation seiner Güter im Jahr 1628 zu seiner Ausweisung aus der Grafschaft Glatz. Er und seine Frau Anna, geb. von Reichenbach, überlebten die Vertreibung nur ein bzw. zwei Jahre.
1628 erwarb Graf Johann Arbogast von Annenberg den Altlomnitzer Mittelhof zusammen mit den dazugehörigen Dörfern Glasendorf und Sauerbrunn, die er mit seiner Herrschaft Arnsdorf verband. Deren Besitzungen gelangten 1651 durch Heirat seiner Tochter Maria Maximiliana mit dem Grafen Johann Friedrich von Herberstein an diesen. Er bildete aus den Besitzungen eine Majoratsherrschaft, zu der auch Altlomnitz gehörte. Er benannte das bisherige Arnsdorf mit landesherrlicher Genehmigung in „Grafenort“ um. Während der Herrschaft des Johann Gundacker I. von Herberstein († 1770) wurde Altlomnitz von der Pfarrkirche Grafenort getrennt und wiederum zu einer selbständigen Pfarrei erhoben, zu der neben Altlomnitz die Orte Kolonie Neue Welt, Neulomnitz mit Ransern, Pohldorf mit Ranserberg sowie Neuhain mit Hüttenguth gewidmet wurden.
Nach dem Ersten Schlesischen Krieg 1742 und endgültig nach dem Hubertusburger Frieden 1763 fiel Altlomnitz zusammen mit der Grafschaft Glatz an Preußen. 1788 wies Altlomnitz 154 Feuerstellen auf und 822 Einwohner. Die Bevölkerung setzte sich vornehmlich aus Gärtnern und Häuslern zusammen. Nach der Neugliederung Preußens gehörte Altlomnitz ab 1815 zur Provinz Schlesien und war zunächst dem Landkreis Glatz und ab 1818 dem neu geschaffenen Landkreis Habelschwerdt zugeteilt, mit dem es bis 1945 verbunden blieb. 1874 wurde der Amtsbezirk Alt Lomnitz gebildet, zu dem neben Alt Lomnitz auch die Landgemeinden Aspenau, Glasendorf, Grafenort, Melling, Neu Batzdorf, Neu Hain (später Neubrunn), Neu Lomnitz, Neu Wilmsdorf und Sauerbrunn (später Neubrunn) sowie vier Gutsbezirke gehörten. 1939 wurden 1126 Einwohner gezählt.
Als Folge des Zweiten Weltkriegs fiel Alt Lomnitz 1945 wie fast ganz Schlesien an Polen und wurde in Stara Łomnica umbenannt. Die deutsche Bevölkerung wurde, soweit sie nicht schon vorher geflohen war, vertrieben. Die neu angesiedelten Bewohner waren teilweise Zwangsumgesiedelte aus Ostpolen, das an die Sowjetunion gefallen war. Von 1975 bis 1998 gehörte Stara Łomnica zur Woiwodschaft Wałbrzych (Waldenburg).

## Sehenswürdigkeiten
- Die Pfarrkirche St. Margaretha (Kościół Św. Małgorzaty) wurde 1354 errichtet und um 1685 durch den Glatzer Festungsbaumeister Jakob Carove umgebaut. 1794 erfolgte ein weiterer Umbau. Die barocke Innenausstattung stammt aus der zweiten Hälfte des 18. Jahrhunderts. Der Hochaltar enthält Skulpturen der hll. Barbara, Katharina, Sebastian, Antonius, Joseph und Rochus. Die Figur der Muttergottes im Altarretabel stammt aus dem 16. Jahrhundert.
  - Die Kirche ist, einschließlich des Kirchhofes, von einer Wehrmauer umgeben, die vermutlich zur Verteidigung während der Hussitenkriege diente.
  - Das barocke Torgebäude mit Spitzbogenarkade als Durchgang zum Kirchhof stammt aus der Mitte des 18. Jahrhunderts.
- Das zweigeschossige Pfarrhaus mit Walmdach wurde 1755 errichtet und 1854 umgebaut.
- Der als „Mittelhof“ bezeichnete Gutshof westlich der Kirche wurde vermutlich Mitte des 16. Jahrhunderts von Christoph von Pannwitz errichtet und in der zweiten Hälfte des 17. Jahrhunderts erweitert. Über dem verzierten Hauptportal befinden sich auf einer Tafel acht Wappen der Herren von Pannwitz.
- Der Wohnturm Alt Lomnitz gehörte zum Mittelhof und stammt aus dem ersten Viertel des 15. Jahrhunderts. Er besteht aus fünf Stockwerken und enthält gotische Fenster und Portale. Das flache Dach diente vermutlich zur Übermittlung von Feuersignalen.
- Der Oberhof Altlomnitz im westlichen Teil des Dorfes wurde vermutlich Ende des 17. Jahrhunderts für Hans von Pannwitz erbaut, im zweiten Viertel des 18. Jahrhunderts umgebaut und mit einem Mansarddach versehen. Anfang des 20. Jahrhunderts wurde er renoviert. Im Hauptsaal befindet sich ein stuckverziertes Spiegelgewölbe. Die Wände sind mit Sgraffito verziert.
- Holzhäuser mit Balkenkonstruktion.
- Die im Süden des Dorfes wurde 1713 die St.-Rochus-Kapelle errichtet.

## Persönlichkeiten
- Ernst Anton Erdmann von Pannwitz (1706–1759), preußischer Oberamtsregierungs-, Land-, Kriegs- und Domänenrat
- Emmanuel Hanisch (1882–1940), Präfekt und Vikar von Umtata in Südafrika